# چین دونگیا
چین دونگیا (انگلیسی: Qin Dongya؛ زادهٔ ۸ ژوئیهٔ ۱۹۷۸) جودوکار اهل چین بود.